# Silvia Angulo
Silvia Angulo Rugeles (Bucaramanga, Colombia; 14 de septiembre de 1983) es una deportista colombiana de la especialidad de squash que fue campeona suramericana en Medellín 2010 y fue campeona de Centroamérica y del Caribe en Mayagüez 2010.

## Trayectoria
La trayectoria deportiva de Silvia Angúlo se identifica por su participación en los siguientes eventos nacionales e internacionales:

### Juegos Suramericanos
Fue reconocido su triunfo de ser la decimoctava deportista con el mayor número de medallas de la selección de  Colombia en los juegos de Medellín 2010.

#### Juegos Suramericanos de Medellín 2010
Su desempeño en la novena edición de los juegos, se identificó por ser la sexagésimo quinta deportista con el mayor número de medallas entre todos los participantes del evento, con un total de 3 medallas:

- , Medalla de oro: Squash Dobles Mujeres
- , Medalla de oro: Squash Equipo Mujeres
- , Medalla de plata: Squash Sencillo Mujeres

### Juegos Centroamericanos y del Caribe
Fue reconocido su triunfo de ser la xxxx deportista con el mayor número de medallas de la selección de  Colombia 
en los juegos de Mayagüez 2010.

#### Juegos Centroamericanos y del Caribe de Mayagüez 2010
Su desempeño en la vigésima primera edición de los juegos, se identificó por ser la xxxx deportista con el mayor número de medallas entre todos los participantes del evento, con un total de 3 medallas:

- , Medalla de oro: Dobles
- , Medalla de plata: Mujeres
- , Medalla de bronce: Mixtos